# Bob Seger
Bob Seger (születési nevén Robert Clark Seger, IPA: ˈsiːgər; Detroit, Michigan, 1945. május 6. –) Grammy-díjas amerikai énekes, zenész. Karrierje a hatvanas években kezdődött, ekkoriban Bob Seger and the Last Heard és Bob Seger System neveken zenélt. Áttörést a legelső albumáról, a Ramblin' Gamblin' Man-ről származó ugyanilyen című dallal ért el. A hetvenes években elhagyta a System nevet. 1973-ben alapította meg együttesét, a Silver Bullet Band-et. Az 1976-os Night Moves című albumával világszerte ismertté vált.
Több dala is sláger lett, például a "Night Moves", a "Turn the Page", a "Still the Same", a "We've Got Tonite", az "Against the Wind", a "You'll Accomp'ny Me", a "Hollywood Nights", az "Old Time Rock and Roll", a "Shame on the Moon", a "Like a Rock", és a "Shakedown" is. Utóbbi az 1987-es Beverly Hills-i zsaru című filmben is hallható, és felkerült a Billboard Hot 100 listára is. Társszerzője volt az Eagles Billboard Hot 100 listavezető slágerének, a "Heartache Tonight"-nak is. Her Strut című dala hallható a 2008-as Grand Theft Auto IV videojátékban is. Világszerte több mint 75 millió lemezt adott el. 2004-ben beiktatták a Rock and Roll Hall of Fame-be, 2012-ben pedig a Songwriters Hall of Fame-be is. 2018 szeptemberében bejelentette, hogy búcsúturnéra indul.

## Pályafutása
A Henry Ford kórházban született, a michigani Detroitban, Charlotte és Stewart Seger gyermekeként. Öt éves korában Ann Arborba költözött a családjával. Van egy bátyja, George.
Seger apja a Ford Motor Company-nél dolgozott technikusként. Közben hangszeren is játszott, így Seger már kiskorában megismerte a zenét. Seger továbbá fültanúja volt a szülei között folyó vitáknak is, amelyek zavarták a szomszédságot. 1956-ban apja Kaliforniába költözött. Seger ekkor tíz éves volt. Családja ekkor nehéz helyzetbe került.
A Tappan Junior középiskolába járt, és 1963-ban érettségizett. Egy ideig a Lincoln Park Középiskolába is járt.
Korai zenei hatásai Little Richard és Elvis Presley voltak. A The Del-Vikings Come Go with Me című lemeze volt az első, amelyet megvásárolt.
1961-ben alapította első együttesét, The Decibels néven. A Decibels tagjai Seger maga, Pete Stanger és H.B. Hunter voltak. Ezzel az együttessel egy dalt jelentetett meg, "The Lonely One" néven. Ezt a dalt mindössze egyszer játszotta egy Ann Arbor-i rádió.
Miután a Decibels feloszlott, Seger csatlakozott egy Town Criers együtteshez. Az együttes tagjai Seger, John Flis, Pep Perrine és Larry Mason voltak. Segerre nagy hatással volt a Beatles zenéje is. 
Eközben Seger találkozott Doug Brownnal, akinek volt egy saját együttese, a The Omens. Seger csatlakozott ehhez a zenekarhoz, és, habár Brown volt az énekes, időnként R&B dalokat dolgozott fel. Ezzel a zenekarral tűnt fel először egy hivatalosan felvett kiadványon: az 1965-ös "TGIF" kislemezen. Ezután Seger feltűnt Barry Sadler Ballad of the Green Berets című dalának paródiájában, a "Ballad of the Yellow Beret"-ben. Sadler azonban perrel fenyegette Brown-t és az együttesét.
Miközben Seger a The Omens tagja volt, találkozott Punch Andrews-zal, aki később a menedzsere lett.
Ezután saját együttest alapított, amely először a "The Last Heard", majd a "Bob Seger System" nevet viselte. A Bob Seger System-et 2006-ban beiktatták a Michigan Rock and Roll Legends Hall of Fame-be.
A hetvenes években szóló karrierbe kezdett, majd új zenekart alapított The Silver Bullet Band néven. 
A Bob Seger & the Silver Bullet Band-et 2005-ben beiktatták a Michigan Rock and Roll Legends Hall of Fame-be.

## Magánélete
Seger első házassága Renee Andriettivel volt, 1968-ban. Utána Jan Dinsdale-lel állt kapcsolatban 1972-től 1983-ig. 1987-ben házasodott össze Annette Sinclair színésznővel, akitől egy év házasság után elvált. 1993-ban házasodott össze Juanita Dorricott-al, akivel két gyereke van. Seger az orchard lake village-i (Detroit külvárosa) otthonában él.

## Diszkográfia
| Stúdióalbumok - Ramblin' Gamblin' Man (1969) - Noah (1969) - Mongrel (1970) - Brand New Morning (1971) - Smokin' O.P.'s (1972) - Back in '72 (1973) - Seven (1974) - Beautiful Loser (1975) - Night Moves (1976) - Stranger in Town (1978) - Against the Wind (1980) - The Distance (1982) - Like a Rock (1986) - The Fire Inside (1991) - It's a Mystery (1995) - Face the Promise (2006) - Ride Out (2014) - I Knew You When (2017) | Koncertalbumok - Live Bullet (1976) - Nine Tonight (1981) Válogatásalbumok - Greatest Hits (1994) - Greatest Hits 2 (2003) - Early Seger Vol. 1 (2009) - Ultimate Hits: Rock and Roll Never Forgets (2011) - Heavy Music: The Complete Cameo Recordings 1966-1967 (2017) |